# Вибачте мій прах (фільм, 1920)
«Вибачте мій прах» (англ. Excuse My Dust) — американська пригодницька кінокомедія Сема Вуда 1920 року.

## Сюжет
Провідний автогонник залишає спорт, щоб одружитися й осісти, бо його нова дружина не хоче, щоб він більше брав участь у перегонах. Однак невдовзі після цього дружина забирає їхнього маленького сина і залишає його, щоб поїхати до Сан-Франциско. Чоловік отримує звістку, що його син серйозно захворів у Сан-Франциско, але він не має можливості туди дістатися. Однак саме в цей час тесть перегонника розробив новий автомобіль для перегонів.

## У ролях
- Воллес Рід —"Тудлс" Волден
- Воллес Рейд молодший — «Тудлс» Волден молодший
- Енн Літтл — Дороті Уорд Волден
- Теодор Робертс — Дж. Д. Ворд
- Гай Олівер — Дарбі
- Отто Броуер — Макс Гендерсон
- Таллі Маршалл — президент Матчлер
- Волтер Лонг — Рітз
- Джеймс Гордон — Гріггс
- Джек Герберт — Олдгем
- Фред Гантлі — поліцейський